# Partizan (tvornica bicikla)
Partizan je bila tvornica bicikla iz Subotice. Po vlasničkoj strukturi je bila dioničko društvo. Puno ime je "Fabrika bicikala Partizan DP za proizv. bicikla, delova za bicikle i dr. metalnih pr. trgov. na veliko i malo. Proizvodila je i mopede (Puchov Pony Express), dijelove za bicikle i ine metalne proizvode. 
Od poznatih svjetskih modela, proizvodila je po licenci poznate modele poput Solexa.
Osnovana je 1888. godine. Nekada je nosila naziv Zmajevac. Sjedište se nalazi na adresi Segedinski put 76, Subotica. Pokretač je i sudionik obnove ove tvornice je bivši subotički gradonačelnik Marko Bačlija.
Tvornica je nekoliko desetljeća bila pokroviteljem veslačkom klubu Paliću iz Subotice.
21. stoljeće je tvrtka dočekala u dugovanjima brojnim vjerovnicima. 2006. godine je dospjela na dražbu, gdje je prodana tvrtci Eurogas iz Subotice.

## Vanjske poveznice
- (engleski) Bike Works NYC Chainwheel Archive